# Weltmeisterschaften im Modernen Fünfkampf 1954
1954 fanden die Weltmeisterschaften im Modernen Fünfkampf in Ungarn, Budapest, statt.

## Herren

### Einzel
| Platz | Land     | Sportler        |
| ----- | -------- | --------------- |
| 1     | Schweden | Björn Thofelt   |
| 2     | Schweiz  | Werner Vetterli |
| 3     | Ungarn   | István Szondy   |

### Mannschaft
| Platz | Land     | Sportler                                     |
| ----- | -------- | -------------------------------------------- |
| 1     | Ungarn   | István Szondy Gábor Benedek Károly Tasnády   |
| 2     | Schweiz  | Werner Vetterli Hansueli Glogg Erhard Minder |
| 3     | Schweden | Bertil Haase Åke Julin Björn Thofelt         |

## Medaillenspiegel
| Platz | Land     | Goldmedaille | Silbermedaille | Bronzemedaille |
| 1     | Ungarn   | 1            | –              | 1              |
| 1     | Schweden | 1            | –              | 1              |
| 3     | Schweiz  | –            | 2              | –              |